# Dècada del 390
La dècada del 390 comprèn el període que va des de l'1 de gener del 390 fins al 31 de desembre del 399.

## Personatges destacats
- Emperadors romans: Teodosi I el Gran (r. 379-395), Honori (393-423 a Occident) i Arcadi (383-408 a Orient)
- Alaric I
- Sant Joan Crisòstom